# 皮埃蒙特-利古里亚洋
皮埃蒙特-利古里亚洋（有时省去两个地名之一）是构成特提斯洋的一部分洋壳。欧洲和非洲之间还有一些洋盆，皮埃蒙特-利古里亚洋与它们合称西特提斯洋或阿尔卑斯洋。

## 构造史

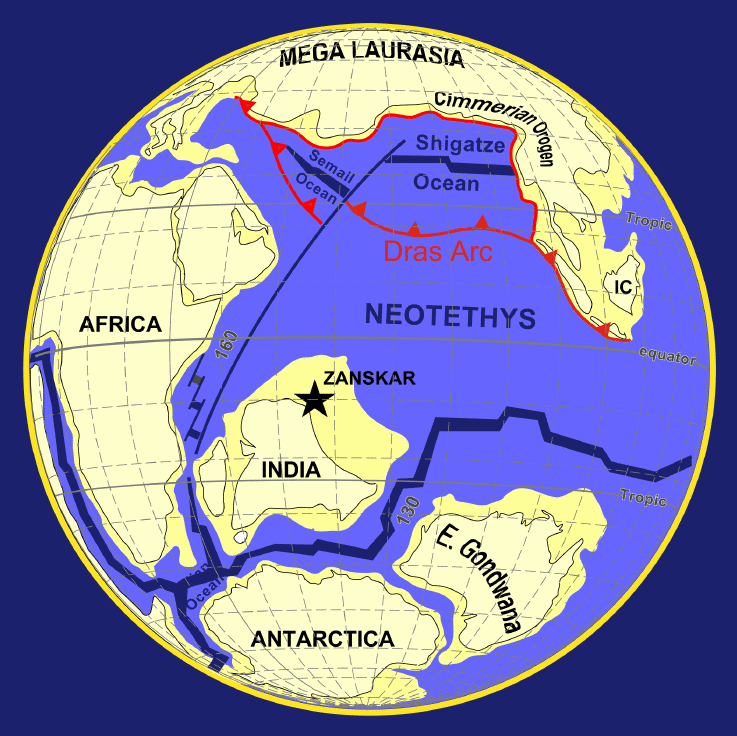
白垩纪（1亿年前），亚德里亚板块和欧洲板块（大劳拉西亚）之间的皮埃蒙特-利古里亚洋。其位于地图西北角。

皮埃蒙特-利古里亚洋形成于侏罗纪，位于劳亚大陆（在大洋以北）和冈瓦纳大陆（在大洋以南）之间。两个大陆之间形成的洋壳就是皮埃蒙特-利古里亚洋。白垩纪时，皮埃蒙特-利古里亚洋位于西北边的欧洲（以及伊比利亚微板块）和东南边的亚德里亚板块（非洲板块的亚板块）之间。
晚白垩世时，亚德里亚板块开始向西北方向移动，皮埃蒙特-利古里亚的洋壳开始潜没于其下。古新世时，皮埃蒙特-利古里亚洋彻底消失在亚德里亚板块下，亚德里亚板块和欧洲板块开始发生大陆碰撞，导致了第三纪阿尔卑斯山脉和亚平宁山脉的诞生。

## 残余
皮埃蒙特-利古里亚洋的洋壳保存为阿尔卑斯山的彭尼内推覆体和亚平宁山的图斯坎推覆体中的蛇绿岩套。这些推覆体在再次仰冲前时常潜没到地幔的极深处。在如此深度的压力下，大部分物质都经历了变质作用，变为蓝片岩相或榴辉岩相。